# ATTACK FIGHT

O ATTACK FIGHT é uma organização de esportes de contato fundada por Adriano Souza em 2015, originalmente com o nome de ATTACK FIGHT. É o maior evento de Muay Thai profissional da América Latina. O nome da empresa é uma homenagem aos ataques desferidos pelos lutadores dentro da modalidade.
A primeira edição do ATTACK FIGHT aconteceu em 11 de novembro de 2015, no Ginásio Municipal de Esportes de Portão (RS). Desde então, foram realizados 30 edições do evento. Já assinaram contrato ou passaram pelo ATTACK atletas como Tiago Baader, Francisco Mairon, Tuca Calixto, André Mascote, Laysa Silva, Graziele Gouveia, Nikolas Vega - Argentina, Badr Attif - Marrocos, Rhuam Show.

## História
O ATTACK FIGHT surgiu com o intuito de revelar novos talentos e movimentar os atletas profissionais do Rio Grande do Sul e do Brasil. Adriano Souza, CEO e promotor da franquia organizou a primeira edição do evento logo após retornar da Tailândia em 2014, e o sucesso do show fez com que o projeto seguisse.
Desde 2020, o Attack conta com transmissões ao vivo no Combate e SporTV, principal emissora de TV dedicada às artes marciais no Brasil. Em 2021, após dezessete edições no Rio Grande do Sul, a organização  fez sua primeira edição fora do estado levando o evento para Santa Catarina. Assim, contratou atletas de peso e fez sua primeira disputa de cinturão internacional, entre Tiago Baader (Brasil) e Leonardo La Sombra (Argentina). A intenção da empresa é mesclar novos talentos e lutadores consagrados, para ganhar atenção do público sem deixar de renovar seu elenco. Em março de 2022, o presidente declarou que os planos para o futuro são ambiciosos: tornar o Attack Fight um dos maiores eventos de Muay Thai do mundo.
Em 2023 o evento conquistou o horário nobre da televisão as 19:00 nos sábados, e fez sua primeira edição em São Paulo na cidade de Osasco - SP  ao vivo para mais de 68 milhões de telespectadores no mundo.
Atualmente todos campeões e donos de cinturão do evento levam pra casa um anel personalizado do evento, avaliado em R$ 48.000 é uma forma de valorizar cada campeão.

## Atuais campeões
| Categorias           | Categorias     | Categorias       |
| Categoria            | Limite de peso | Campeão          |
| -------------------- | -------------- | ---------------- |
| Feminino             | 51kg           | Laysa Silva      |
| Masculino            | 51 kg          | Pedro Bitencourt |
| Masculino            | 54 kg          | Patrick Padovani |
| Feminino             | 57 kg          | Graziele Gouveia |
| Masculino            | 57 kg          | Francisco Mairon |
| Masculino            | 60 kg          | Ramon Costa      |
| Masculino            | 63,5 kg        | Hygor Vieira     |
| Masculino            | 67 kg          | Junior Lobão     |
| Masculino - Interino | 71 kg          | Tiago Baader     |
| Masculino            | 71 kg          | Gabriel Pereira  |
| Masculino - Interino | 75 kg          | Felipe Rosa      |
| Masculino            | 75 kg          | Emerson Bento    |
| Masculino            | 81 kg          | Yuri Soares      |